# Duitse Jeugdliteratuurprijs
De Duitse Jeugdliteratuurprijs (Duits: der "Deutsche Jugendliteraturpreis") is de jaarlijkse Duitse staatsprijs voor jeugdliteratuur. De prijs werd in 1956 ingesteld door het toenmalige ministerie Bundesministerium für Familienfragen (tegenwoordig: Bundesministerium für Familie, Senioren, Frauen und Jugend). Tot 1981 heette de prijs de Duitse Jeugdboekenprijs (der "Deutsche Jugendbuchpreis").
De prijs wordt uitgereikt in zes categorieën: prentenboek, kinderboek, jeugdboek, informatief boek, een prijs van een kinderjury en een speciale prijs. Naast een bronzen beeld is er een geldprijs van 10.000 euro aan verbonden.
De Duitse Jeugdliteratuurprijs is een internationale kinderboekenprijs: naast oorspronkelijk Duitstalige boeken, komen ook alle in het Duits vertaalde kinder- en jeugdboeken in aanmerking. De prijs is aan onder meer Nederlandse, Zweedse, Britse en Amerikaanse auteurs toegekend. De prijs is bedoeld om de persoonlijkheid van kinderen en jongeren te versterken en hen te helpen keuzes te maken in de grote hoeveelheid uitgaven. Het winnende boek moet van uitzonderlijke kwaliteit zijn, het beste in zijn klasse en boven de andere uitsteken.
De elf Nederlandse prijswinnaars zijn: Edward van de Vendel (2016), Dolf Verroen (2006), Guus Kuijer (2002, 1982), Ted van Lieshout (1999), Ruud van der Rol en Rian Verhoeven (1994), Joke van Leeuwen (1988), Els Pelgrom (1986), An Rutgers van der Loeff (1977, 1959),  Miep Diekmann (1964) en Clara Asscher-Pinkhof (1962). De Vlaamse winnaar is: Bart Moeyaert (1998).
De volledige lijst met winnaars en een lijst met oorspronkelijk Nederlandstalige bekroonde boeken zijn onderaan dit artikel te vinden.

## Nominaties en uitreiking
In elk van de zes categorieën kunnen maximaal zes titels worden genomineerd. De nominaties worden bekendgemaakt tijdens de jaarlijkse Boekenbeurs in Leipzig in maart. De uitreiking vindt plaats tijdens de Boekenbeurs in Frankfurt door de minister van Familiezaken, senioren, vrouwen en jeugd. Elke winnaar krijgt een geldbedrag van 10.000 euro en een bronzen beeldje.
Het bronzen beeld stelt het personage Momo voor, uit het boek Momo en de tijdspaarders (1973) van Michael Ende. Het beeld is gemaakt door Detlef Kraft.
Bij het zestigjarige bestaan, in 2016, waren er bijna 3000 boeken bekroond. De winnende titels worden toegevoegd aan een online databank.

## Geschiedenis
Toen de oorspronkelijke Deutscher Jugendbuchpreis in 1956 in het leven werd geroepen, werden er jaarlijks slechts twee boeken bekroond: het beste kinderboek en het beste jeugdboek. Ook was er een speciale prijs voor allerhande categorieën. Pas in 1964 werd die variabele prijs vervangen door twee vaste categorieën: het beste prentenboek en het beste informatieve (of non-fictie) boek.
In 1991, bij de viering van het 35-jarige bestaan, werd de speciale prijs toegevoegd om het complete oeuvre van een schrijver, illustrator of vertaler te eren. Hier bedraagt het prijzengeld 12.000 euro. Ten slotte werd in 2003 een laatste categorie ingevoerd: een prijs van een jeugdjury (oorspronkelijk genoemd de Preis der Jugendlichen).
Het totale prijzengeld bedraagt, opgeteld, 62.000 euro (stand in 2016). De kosten worden betaald door het Kinder- und Jugendplan des Bundes (KJP).
De Deutsche Jugendliteraturpreis is de belangrijkste prijs in Duitsland voor kinder- en jeugdliteratuur. De prijs heeft grote naamsbekendheid en de verschillende prijswinnaars worden veelvuldig uitgenodigd op literatuurfestivals als het Harbourfront Literaturfestival, het Lit.Cologne-festival, en het Internationale literatuurfestial in Berlijn.

## Jury's
Er zijn drie jury's die kinderboeken nomineren en een winnaar kiezen: de jury van critici, de jeugdjury en een jury voor de speciale prijs.
De Kritikerjury kiest de titels van vier van de zes categorieën. Deze jury bestaat uit negen leden: een voorzitter en twee vakspecialisten op het gebied van elke categorie. De Jugendjury kiest enkel de prijs van de kinderjury. Deze jury bestaat uit zes jeugdboekenclubs, verspreid door het land.
De jury's worden elke twee jaar opnieuw samengesteld door de Arbeitsgruppe für Jugendliteratur.

## Kritiek
Een punt van kritiek dat wordt aangevoerd, is dat de Duitse jeugdliteratuurprijs, de enige staatsprijs voor kinderboeken in Duitsland, veelal naar internationale boeken gaat. Dit in tegenstelling tot veel andere landen, die prijzen uitreiken aan boeken die oorspronkelijk in de landstaal geschreven zijn.
Bijvoorbeeld Wolfgang Bittner, een Duitse auteur, schreef hier een artikel over in de Neuen Rheinischen Zeitung, onder de kop 'Ein Staatspreis für Lizenzen aus dem Ausland?' ('Een staatsprijs voor herdrukken uit het buitenland?'). Hierin stelde hij: "Duitse schrijvers en schrijfsters zijn de afgelopen decennia aantoonbaar en op een schandalige manier benadeeld. Ze maken nauwelijks kans om de staatsprijs die de Duitse kinder- en jeugdliteratuur moet bevorderen, ooit te winnen, en ze blijven ook in het buitenland met lege handen staan, omdat de staatsprijzen aldaar aan de binnenlandse schrijvers zijn voorbehouden. Daarbij komt, dat naast de oorspronkelijk Duitse uitgaven die het jaar ervoor uitgekomen zijn, ook heruitgaven voorgedragen kunnen worden, dat zijn boeken die zich in het buitenland al bewezen hebben en deels uitstekend zijn".
Thomas Thiemeyer, eveneens schrijver, vulde aan: "In een land met minder dan tweehonderd schrijvers die van hun werk kunnen leven (kinderboekenschrijvers nog het minst), is het puur cynisme om te geloven dat men geen ondersteuning nodig heeft. Hier telt elke strohalm, elke beurs, elke steun, en elke onderscheiding. Schijnbaar mag het om een betere positie in de boekhandel, reclamebudgetten en kansen op heruitgaven gaan, maar uiteindelijk ligt daarachter de verscheidenheid in de jeugdliteratuur. Een met belastinggeld gefinancierde prijs uitreiken aan schrijvers en boeken die in het buitenland al succesvol waren en daar prijzengeld krijgen, is een ondoordachte handeling die de verarming van het boekenaanbod bespoedigt en de dominantie van de Anglo-Amerikaanse literatuur bevordert. Juist om een monocultuur te vermijden en verscheidenheid te behouden, zijn vluchtheuvels en beschutte plekken onmisbaar. Wie iets anders beweert, ontkent de economische situatie van de boekenmarkt".
Zowel de vereniging voor jeugdliteratuur als het ministerie voor familie, senioren, vrouwen en onderzoek, alsmede verschillende kenners, lieten naar aanleiding van deze kritiek hun standpunt weten. Zij stellen dat het bij de prijs alleen gaat om de literaire kwaliteit, niet om het land van herkomst. In de tien jaar daarvoor gingen de bekroningen gelijk op: er waren 35 Duitssprekende en 33 niet-Duitssprekenden bekroond. Bovendien ging de prijs bij die laatsten deels naar de vertaler.

## Winnaars
Gebruikte afkortingen in onderstaande lijst: ill. (illustraties); en vert. (vertaling)

### 2024
- Prentenboek: Wünsche – Mượn Thị Văn; Victo Ngai (ill.); Petra Steuber (vert.). Oorspronkelijke uitgave: Amerika (Wishes).
- Kinderboek: Wolf – Saša Stanišić; Regina Kehn (ill.). Oorspronkelijke uitgave: Duitsland.
- Jeugdboek: Kurz vor dem Rand – Eva Rottmann. Oorspronkelijke uitgave: Duitsland.
- Informatief boek: Games. Auf den Spuren der Flüchtenden aus Afghanistan – Patrick Oberholzer. Oorspronkelijke uitgave: Zwitserland.
- Jeugdjuryprijs: Durch das große Feuer – Alice Winn; Ursula Wulfekamp (vert.); Benjamin Mildner (vert.). Oorspronkelijke uitgave: Amerika (In Memoriam).
- Speciale prijs voor aanstormend talent: Astrid Bührle-Gallet, voor haar vertaling Möge der Tigris um dich weinen van Emilienne Malfatto.
- Oeuvreprijs: Rolf Erdorf (Duitse vertaler).

### 2023
- Prentenboek: Spinne spielt Klavier – Benjamin Gottwald. Oorspronkelijke uitgave: Duitsland.
- Kinderboek: Boris, Babette und lauter Skelette – Tanja Esch. Oorspronkelijke uitgave: Duitsland.
- Jeugdboek: Die Sonne, so strahlend und Schwarz – Chantal-Fleur Sandjon. Oorspronkelijke uitgave: Duitsland.
- Informatief boek: Queergestreift – Kathrin Köller; Irmela Schautz (ill.). Oorspronkelijke uitgave: Duitsland.
- Jeugdjuryprijs: Als die Welt uns gehörte – Liz Kessler; Eva Riekert (vert.). Oorspronkelijke uitgave: Verenigd Koninkrijk (When the World was Ours).
- Speciale prijs voor aanstormend talent: Annika Büsing, voor het boek Nordstadt. Oorspronkelijke uitgave: Duitsland.
- Oeuvreprijs: Alois Prinz (Duitse schrijver).

### 2022
- Prentenboek: Unsere Grube – Emma Adbåge; Friederike Buchinger (vert.). Oorspronkelijke uitgave: Zweden (Gropen).
- Kinderboek: Die Suche nach Paulie Fink – Ali Benjamin; Jessika Komina (vert.); Sandra Knuffinke (vert.). Oorspronkelijke uitgave: Amerika (The Next Great Paulie Fink).
- Jeugdboek: Dunkelnacht – Kirsten Boie. Oorspronkelijke uitgave: Duitsland.
- Informatief boek: Der Duft der Kiefern. Meine Familie und ihre Geheimnisse – Bianca Schaalburg. Oorspronkelijke uitgave: Duitsland.
- Jeugdjuryprijs: Hard Land – Benedict Wells. Oorspronkelijke uitgave: Zwitserland.
- Speciale prijs voor aanstormend talent - illustrator: Mia Oberländer, voor haar illustraties in Anna.
- Oeuvreprijs: Hans Ticha (Duitse schrijver).

### 2021
- Prentenboek: Unsichtbar in der großen Stadt – Sydney Smith; Bernadette Ott (vert.). Oorspronkelijke uitgave: Canada (Small in the city).
- Kinderboek: Irgendwo ist immer Süden – Marianne Kaurin; Franziska Hüther (vert.). Oorspronkelijke uitgave: Noorwegen (Syden).
- Jeugdboek: Sibiro Haiku – Jurga Vilė; Lina Itagaki (ill.); Saskia Drude (vert.). Oorspronkelijke uitgave: Litouwen.
- Informatief boek: 100 Kinder – Christoph Drösser; Nora Coenenberg (ill.). Oorspronkelijke uitgave: Duitsland.
- Jeugdjuryprijs: After the Fire – Will Hill; Wolfram Ströle (vert.). Oorspronkelijke uitgave: Verenigd Koninkrijk.
- Speciale prijs voor aanstormend talent: Lena Dorn, voor haar vertaling van: Tippo und Fleck. Über Fleckenteufel und andere Kobolde van Barbora Klárová en Tomáš Končinský (Tsjechië).

### 2020
- Prentenboek: Dreieck Quadrat Kreis – Mac Barnett; Jon Klassen (ill.); Thomas Bodmer (vert.). Oorspronkelijke uitgave: Amerika.
- Kinderboek: Freibad. Ein ganzer Sommer unter dem Himmel – Will Gmehling. Oorspronkelijke uitgave: Duitsland.
- Jeugdboek: Wie der Wahnsinn mir die Welt erklärte – Dita Zipfel; Rán Flygenring (ill.). Oorspronkelijke uitgave: Duitsland.
- Informatief boek: A wie Antarktis – Ansichten vom anderen Ende der Welt – David Böhm; Lena Dorn (ill). Oorspronkelijke uitgave: Tsjechië (A jako Antarktida : pohled z druhé strany).
- Jeugdjuryprijs: Wer ist Edward Moon? – Sarah Crossan; Cordula Setsman (vert.). Oorspronkelijke uitgave: Ierland (Moonrise).
- Speciale prijs voor aanstormend talent: Forschungsgruppe Erbsensuppe oder wie wir Omas großem Geheimnis auf die Spur kamen – Rieke Patwardhan. Oorspronkelijke uitgave: Duitsland.
- Oeuvreprijs: Cornelia Funke (Duitse schrijfster)

### 2019
- Prentenboek: Polka für Igor – Iris Anemone Paul. Oorspronkelijke uitgave: Duitsland.
- Kinderboek: Vier Wünsche ans Universum – Erin Entrada Kelly; Birgitt Kollmann (vert.). Oorspronkelijke uitgave: Amerika (Hello, Universe).
- Jeugdboek: Ich weiß, heute Nacht werde ich träumen – Steven Herrick; Uwe-Michael Gutzschhahn (vert.). Oorspronkelijke uitgave: Australië (By the river).
- Informatief boek: Extremismus – Anja Reumschüssel. Oorspronkelijke uitgave: Duitsland.
- Jeugdjuryprijs: Kompass ohne Norden – Neal Shusterman; Brendan Shusterman (ill); Ingo Herzke (vert.). Oorspronkelijke uitgave: Amerika (Challenger deep).
- Speciale prijs voor illustraties: Iris Anemone Paul (voor haar boek Polka für Igor)
- Oeuvreprijs illustraties: Volker Pfüller (Duitse illustrator).

### 2018
- Prentenboek: Der siebente Bruder oder Das Herz im Marmeladenglas – Øyvind Torseter; Maike Dörries (vert.). Oorspronkelijke uitgave: Noorwegen.
- Kinderboek: Viele Grüße, Deine Giraffe – Megumi Iwasa; Jörg Mühle (ill.); Ursula Gräfe (vert.). Oorspronkelijke uitgave: Japan.
- Jeugdboek: Als ich mit Hitler Schnapskirschen aß – Manja Präkels. Oorspronkelijke uitgave: Duitsland.
- Informatief boek: Der Dominoeffekt oder Die unsichtbaren Fäden der Natur – Gianumberto Accinelli; Serena Viola (ill.); Ulrike Schimming (vert.). Oorspronkelijke uitgave: Italië.
- Jeugdjuryprijs: The Hate U Give – Angie Thomas; Henriette Zeltner (vert.). Oorspronkelijke uitgave: Amerika.
- Speciale prijs voor aanstormend talent – Gesa Kunter (vertaling van: Schreib! Schreib! Schreib!, Ylva Karlsson en Katarina Kuick). Oorspronkelijke uitgave: Zweden.
- Oeuvreprijs: Uwe-Michael Gutzschhahn (Duitse vertaler).

### 2017
- Prentenboek: Hier kommt keiner durch – Isabel Minhós Martins; Bernardo P. Carvalho (ill.); Franziska Hauffe (vert.). Oorspronkelijke uitgave: Portugal (Daqui niguém passa!).
- Kinderboek: Sally Jones – Jakob Wegelius; Gabriele Haefs (vert.). Oorspronkelijke uitgave: Zweden (Legenden om Sally Jones).
- Jeugdboek: Der Geruch von Häusern anderer Leute – Bonnie-Sue Hitchcock; Sonja Finck (vert.). Oorspronkelijke uitgave: Amerika (The smell of other people's houses).
- Informatief boek: Bienen – Piotr Socha; Thomas Weiler (vert.). Oorspronkelijke uitgave: Polen (Pszczoły, bijen).
- Jeugdjuryprijs: Nur drei Worte – Becky Albertalli; Ingo Herzke (vert.). Oorspronkelijke uitgave: Amerika (Simon).
- Speciale prijs voor aanstormend talent: Lizzy Carbon und der Klub der Verlierer, Mario Fesler. Oorspronkelijke uitgave: Duitsland.
- Oeuvreprijs: Gudrun Pausewang (Duitse schrijfster).

### 2016
- Prentenboek: Edward van de Vendel, Anton van Hertbruggen (ill.), Rolf Erdorf (vert.)
- Kinderboek: Hayfa Al Mansour
- Jeugdboek: Kirsten Fuchs
- Informatief boek: Kristina Gehrmann, Anton van Hertbruggen (ill.)
- Jeugdjuryprijs: Peer Martin
- Speciale Prijs: Klaus Kordon

### 2015
- Prentenboek: David Wiesner
- Kinderboek: Pam Muñoz Ryan
- Jeugdboek: Susan Kreller
- Informatief boek: Christina Röckl
- Jeugdjuryprijs: David Levithan
- Speciale Prijs: Sabine Friedrichson

### 2014
- Prentenboek: Claude K. Dubois
- Kinderboek: Martina Wildner
- Jeugdboek: Inés Garland
- Informatief boek: Heidi Trpak
- Jeugdjuryprijs: J. Palacio
- Speciale Prijs: Angelika Kutsch

### 2013
- Prentenboek: Jon Klassen
- Kinderboek: Frank Cottrell Boyce
- Jeugdboek: Tamta Melaschwili
- Informatief boek: Reinhard Kleist
- Jeugdjuryprijs: John Green
- Speciale Prijs: Andreas Steinhöfel

### 2012
- Prentenboek: Pija Lindenbaum
- Kinderboek: Finn-Ole Heinrich
- Jeugdboek: Nils Mohl
- Informatief boek: Oscar Brenifier
- Jeugdjuryprijs: Patrick Ness
- Speciale Prijs: Norman Junge

### 2011
- Prentenboek: Martin Baltscheit
- Kinderboek: Milena Baisch
- Jeugdboek: Wolfgang Herrndorf
- Informatief boek: Alexandra Maxeiner
- Jeugdjuryprijs: Ursula Poznanski
- Speciale Prijs: Tobias Scheffel

### 2010
- Prentenboek: Stian Hole
- Kinderboek: Jean Regnaud
- Jeugdboek: Nadia Budde
- Informatief boek: Christian Nürnberger
- Jeugdjuryprijs: Suzanne Collins
- Speciale Prijs: Mirjam Pressler

### 2009
- Prentenboek: Shaun Tan
- Kinderboek: Andreas Steinhöfel
- Jeugdboek: Kevin Brooks
- Informatief boek: Wolfgang Korn
- Jeugdjuryprijs: Markus Zusak
- Speciale Prijs: Jutta Bauer

### 2008
- Prentenboek: Susanne Janssen
- Kinderboek: Paula Fox
- Jeugdboek: Meg Rosoff
- Informatief boek: Andres Veiel
- Speciale Prijs: Gabriele Haefs

### 2007
- Prentenboek: Nikolaus Heidelbach
- Kinderboek: Jon Fosse
- Jeugdboek: Do Van Ranst
- Informatief boek: Brian Fies
- Speciale Prijs: Kirsten Boie

### 2006
- Prentenboek: Peter Schössow
- Kinderboek: Maja von Vogel
- Jeugdboek: Dolf Verroen, Slaaf kindje slaaf (vertaling: Rolf Erdorf)
- Informatief boek: Anja Tuckermann
- Jeugdjuryprijs: Kevin Brooks
- Speciale Prijs: Susanne Berner

### 2005
- Prentenboek: Chen Jianghong
- Kinderboek: Victor Caspak en Yves Lanois
- Jeugdboek: Dorota Maslowska
- Informatief boek: Anne Möller
- Jeugdjuryprijs: Graham Gardner
- Speciale Prijs: Harry Rowohlt

### 2004
- Informatief boek: Alois Prinz
- Kinderboek: Maritgen Matter
- Jeugdboek: Tamara Bach
- Prentenboek: Margaret Wild; Ron Brooks (ill.)
- Jeugdjuryprijs: Lian Hearn
- Speciale Prijs: Benno Pludra

### 2003
- Informatief boek: Nikolaus Piper
- Kinderboek:Philip Ardagh
- Jeugdboek: Holly-Jane Rahlens
- Prentenboek: Katja Kamm
- Jeugdjuryprijs: Klaus Kordon
- Speciale Prijs: Wolf Erlbruch

### 2002

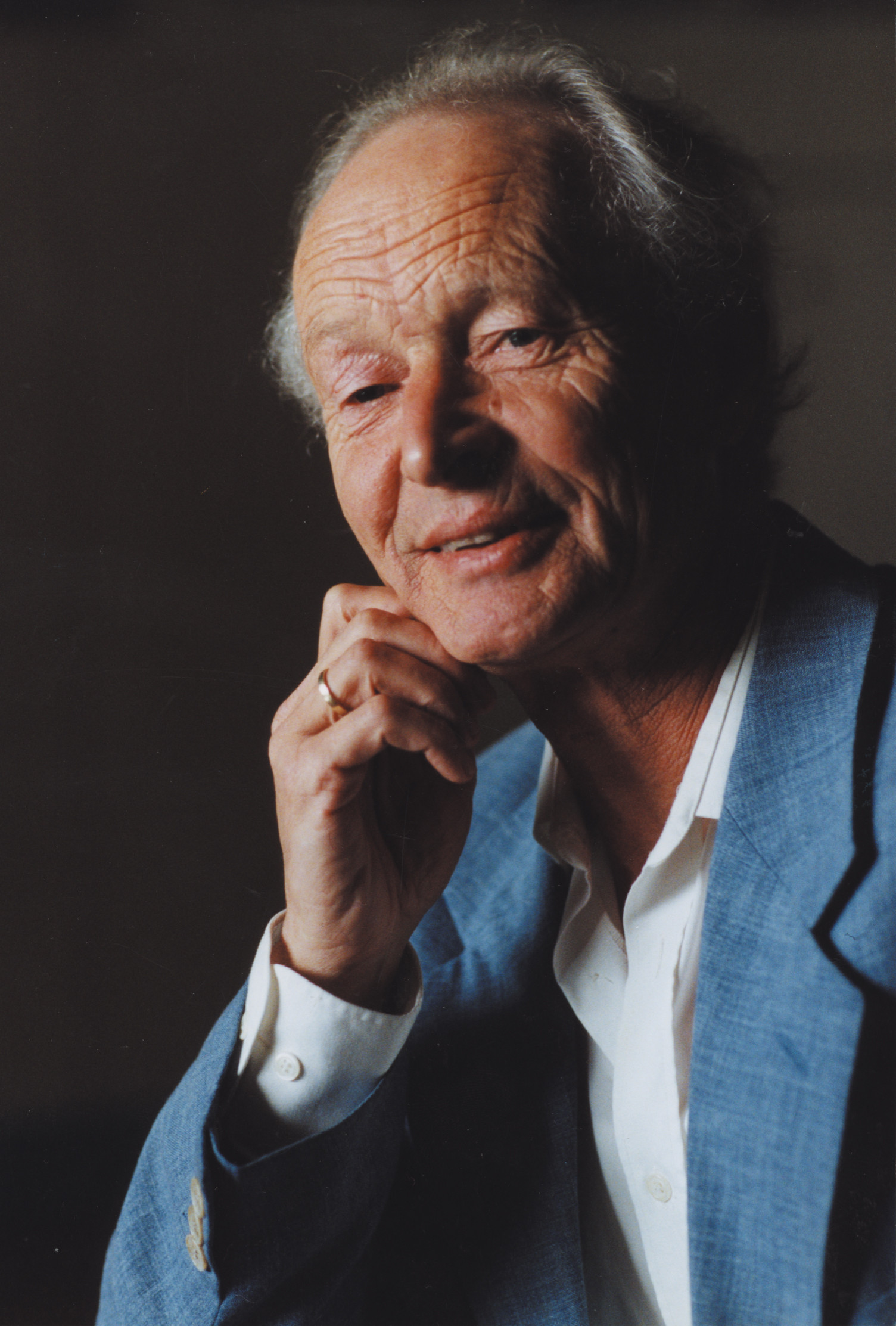
Guus Kuijer, tweevoudig winnaar (2002 en 1982).

- Prentenboek: Katy Couprie en Antonin Louchard
- Kinderboek:Guus Kuijer – Voor altijd samen, amen
- Jeugdboek: Alexa Hennig von Lange
- Informatief boek: Bernd Schuh
- Speciale Prijs: Cornelia Krutz-Arnold

### 2001
- Prentenboek: Jutta Bauer
- Kinderboek: Jutta Richter
- Jeugdboek: Richard van Camp
- Informatief boek: Susanne Paulsen
- Speciale Prijs: Peter Härtling

### 2000
- Prentenboek: Nadia Budde
- Kinderboek: Bjarne Reuter
- Jeugdboek: Charlotte Kerner
- Informatief boek: Antje von Stemm
- Speciale Prijs: Nikolaus Heidelbach

### 1999
- Prentenboek: F.K. Waechter
- Kinderboek: Annika Thor
- Jeugdboek: Ted van Lieshout – Gebr.
- Informatief boek: Peter Sís
- Speciale Prijs: Birgitta Kicherer

### 1998
- Prentenboek: Amelie Fried; Jacky Gleich (ill.)
- Kinderboek: Irene Dische
- Jeugdboek: Bart Moeyaert – Blote handen
- Informatief boek: Susanna Partsch
- Speciale Prijs: Peter Hacks

### 1997
- Prentenboek: Grégoire Solotareff
- Kinderboek: Sheila Och
- Jeugdboek: Per Nilsson
- Informatief boek: Reinhard Kaiser
- Speciale Prijs: Binette Schroeder

### 1996
- Prentenboek: Anna Höglund
- Kinderboek: Jürg Schubiger
- Jeugdboek: Mats Wahl
- Informatief boek: Bjørn Sortland
- Speciale Prijs: Paul Maar

### 1995
- Prentenboek: Yvan Pommaux
- Kinderboek: Mirjam Pressler
- Jeugdboek: Peter Pohl en Kinna Gieth
- Informatief boek: Klaus Kordon
- Speciale Prijs: Klaus Ensikat

### 1994
- Prentenboek: David Hughes
- Kinderboek: Ulf Stark
- Jeugdboek: Jostein Gaarder
- Informatief boek: Ruud van der Rol en Rian Verhoeven
- Speciale Prijs: Mirjam Pressler

### 1993
- Prentenboek: Wolf Erlbruch
- Kinderboek: Henning Mankell
- Jeugdboek: A. M. Homes
- Informatief boek: Helmut Hornung
- Speciale Prijs: Josef Guggenmos

### 1992
- Prentenboek: Thomas Tidholm; Anna-Clara Tidholm (ill.)
- Kinderboek: Benno Pludra
- Jeugdboek: Meja Mwangi
- Informatief boek: Pelle Eckerman

### 1991
- Prentenboek: Kveta Pacovská
- Kinderboek: Wolf Spillner
- Jeugdboek: Anatoli Pristawkin
- Informatief boek: Michail Krausnick
- Speciale Prijs: Ursula Wölfel

### 1990
- Prentenboek: Jörg Steiner; Jörg Müller (ill.)
- Kinderboek: Uwe Timm
- Jeugdboek: Peter Pohl
- Informatief boek: Israel Bernbaum en Irmgard Lucht

### 1989
- Prentenboek: Nele Maar (tekst) en Verena Ballhaus (illustraties)
- Kinderboek: Iva Procházková
- Jeugdboek: Ingeborg Bayer
- Informatief boek: Cynthia Voigt

### 1988
- Prentenboek: Marit Kaldhol (tekst) en Wenche Øyen (illustraties)
- Kinderboek: Joke van Leeuwen – Deesje
- Jeugdboek: Gudrun Pausewang
- Informatief boek: Christina Björk en Paul Maar

### 1987
- Prentenboek: David McKee
- Kinderboek: Achim Bröger
- Jeugdboek: Inger Edelfeldt
- Informatief boek kinderen: Huynh Quang Nhuong
- Informatief boek jeugd: Charlotte Kerner

### 1986
- Prentenboek: Tony Ross
- Kinderboek: Els Pelgrom – Kleine Sofie en Lange Wapper
- Jeugdboek: Dagmar Chidolue
- Informatief boek: Klas Ewert Everwyn

### 1985
- Prentenboek: Anthony Browne en Annalena MacAfee
- Kinderboek: Roald Dahl
- Jeugdboek: Isolde Heyne

### 1984
- Prentenboek: Annegert Fuchshuber
- Kinderboek: Gudrun Mebs
- Jeugdboek: Tilman Röhrig
- Informatief boek: Christina Björk

### 1983
- Kinderboek: Robert Gernhardt en Almut Gernhardt
- Jeugdboek: Malcolm J. Bosse

### 1982
- Prentenboek: Susi Bohdal
- Kinderboek: Guus Kuijer – Krassen in het tafelblad
- Jeugdboek: Myron Levoy
- Informatief boek: Cornelia Julius

### 1981
- Prentenboek: Margret Rettich
- Kinderboek: Jürgen Spohn
- Jeugdboek: Willi Fährmann
- Informatief boek: Hermann Vinke

### 1980
- Prentenboek: John Burningham
- Kinderboek: Ursula Fuchs
- Jeugdboek: Renate Welsh
- Informatief boek: Grethe Fagerström

### 1979
- Prentenboek: Janosch
- Kinderboek: Tormod Haugen
- Jeugdboek: niet uitgereikt
- Informatief boek: Virginia Allen Jensen en Dorcas Woodbury Haller
- Speciale Prijs: Rosemarie Wildermuth

### 1978
- Prentenboek: Ray en Catriona Smith
- Kinderboek: Elfie Donnelly
- Jeugdboek: Dietlof Reiche
- Informatief boek: Geraldine L. Flanagan en Sean Morris
- Speciale Prijs: Utta Wickert

### 1977

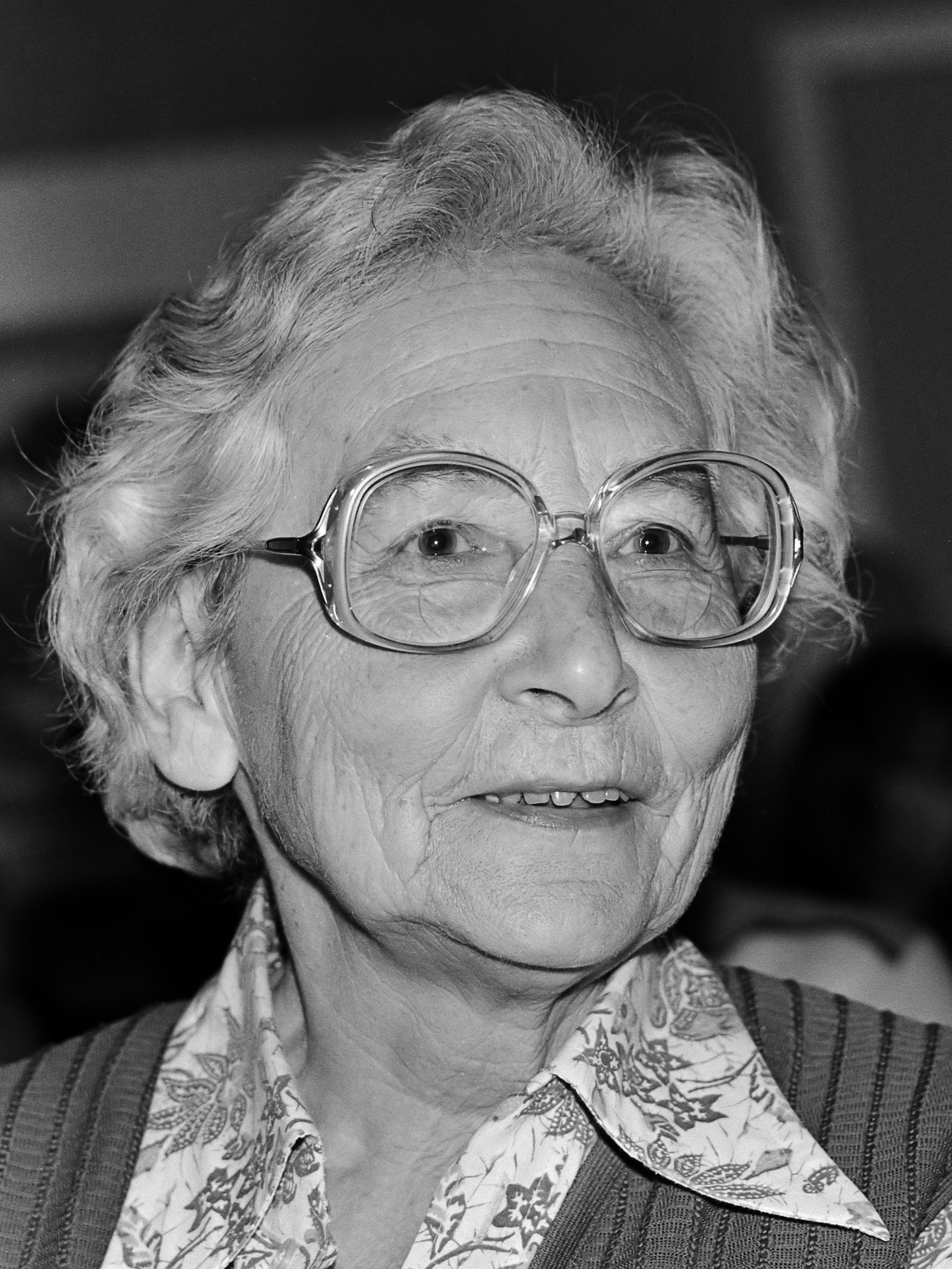
An Rutgers van der Loeff, tweevoudig winnares (1977 en 1959).

- Prentenboek: Edward Gorey en Florence P. Heide
- Kinderboek: Ludvík Aškenazy
- Jeugdboek: An Rutgers van der Loeff – Ik ben Fedde
- Informatief boek: Wally Herbert

### 1976
- Prentenboek: Wilhelm Schlote en Elisabeth Borchers
- Kinderboek: Peter Härtling
- Jeugdboek: John Christopher
- Informatief boek: Theodor Dolezol

### 1975
- Prentenboek: F.K. Waechter
- Kinderboek: niet uitgereikt
- Jeugdboek: Jean Craighead George
- Informatief boek: David Macaulay
- Speciale Prijs: Angelika Kutsch

### 1974
- Prentenboek: Jörg Müller
- Kinderboek: Judith Kerr
- Jeugdboek: Michael Ende
- Informatief boek: Otto von Frisch

### 1973
- Prentenboek: László Réber en Eva Janikovszky
- Kinderboek: Christine Nöstlinger
- Jeugdboek: Barbara Wersba
- Informatief boek: Frederik Hetmann

### 1972
- Kinderboek: Hans-Joachim Gelberg
- Jeugdboek: Otfried Preußler
- Informatief boek: Ernst Waldemar Bauer

### 1971
- Prentenboek: Iela en Enzo Mari
- Kinderboek: Reiner Kunze
- Jeugdboek: Ludek Pesek
- Informatief boek: Hanno Drechsler, Wolfgang Hilligen en Franz Neumann

### 1970
- Prentenboek: Wilfried Blecher
- Kinderboek: niet uitgereikt
- Jeugdboek: Klára Jarunková
- Informatief boek: Lawrence Elliott

### 1969
- Prentenboek: Ali Mitgutsch
- Kinderboek: Isaac B. Singer
- Jeugdboek: Jan Procházka

### 1968
- Prentenboek: Katrin Brandt
- Kinderboek: Pauline Clarke
- Jeugdboek: Maia Rodman
- Informatief boek: Erich H. Heimann

### 1967
- Prentenboek: Lilo Fromm
- Kinderboek: Andrew Salkey
- Jeugdboek: Peter Berger
- Informatief boek: Kurt Lütgen

### 1966
- Prentenboek: Wilfried Blecher
- Kinderboek: Max Bolliger
- Jeugdboek: Hans G. Prager

### 1965
- Prentenboek: Leo Lionni
- Kinderboek: Runer Jonsson
- Jeugdboek: Frederik Hetmann

### 1964
- Kinderboek: Katherine Allfrey
- Jeugdboek: Miep Diekmann – En de groeten van Elio

### 1963
- Kinderboek: Josef Lada
- Jeugdboek: Scott O’Dell

### 1962
- Kinderboek: Ursula Wölfel
- Jeugdboek: Clara Asscher-Pinkhof - Sterrenkinderen
- Speciale Prijs: Ingeborg Engelhardt

### 1961
- Kinderboek: Michael Ende
- Jeugdboek: niet uitgereikt
- Speciale Prijs: James Fenimore Cooper

### 1960
- Kinderboek: James Krüss
- Jeugdboek: Elizabeth F. Lewis
- Speciale Prijs: Michel del Castillo

### 1959
- Kinderboek: Hans Peterson
- Jeugdboek: geen uitreiking
- Speciale Prijs: An Rutgers van der Loeff – Amerika, pioniers en hun kleinzoons

en het duo Leo Schneider en Maurice Umschweif Ames

### 1958
- Prentenboek: Marlene Reidel
- Kinderboek: Heinrich Maria Denneborg
- Jeugdboek: Herbert Kaufmann

### 1957
- Kinderboek: Meindert De Jong
- Jeugdboek: Nicholas Kalashnikoff

### 1956
- Kinderboek: Roger Duvoisin und Louise Fatio
- Jeugdboek: Kurt Lütgen
- Speciale Prijs: Alberta Rommel en Helga Strätling-Tölle

## Bekroonde Nederlandstalige boeken
- 1959 – An Rutgers van der Loeff, Amerika, pioniers en hun kleinzoons

vertaling: Pioniere und ihre Enkel door Annemarie Hübner
categorie: Speciale prijs, Informatief boek
- 1962 - Clara Asscher-Pinkhof, Sterrekinderen

vertaling: Sternkinder
categorie: Jeugdboek
- 1964 – Miep Diekmann, En de groeten van Elio

illustraties: Jenny Dalenoord
vertaling: Und viele Grüße von Wancho door Wilhelm Niemeyer
categorie: Jeugdboek
- 1977 – An Rutgers van der Loeff, Ik ben Fedde

vertaling: Ich bin Fedde door Jutta Knust en Theodor Knust
categorie: Jeugdboek
- 1982 – Guus Kuijer, Krassen in het tafelblad

illustraties: Mance Post
vertaling: Erzähl mir von Oma door Hans Georg Lenzen
categorie: Kinderboek.
- 1986 – Els Pelgrom, Kleine Sofie en Lange Wapper

illustraties: Thé Tjong-Khing
vertaling: Die wundersame Reise der kleinen Sofie door Mirjam Pressler
categorie: Kinderboek
- 1988 – Joke van Leeuwen, Deesje

illustraties: Joke van Leeuwen
vertaling: Deesje macht das schon door Mirjam Pressler
categorie: Kinderboek
- 1994 – Ruud van der Rol en Rian Verhoeven, Anne Frank

vertaling: Anne Frank door Mirjam Pressler
categorie: Informatief boek
- 1998 – Bart Moeyaert, Blote handen

vertaling: Bloße Hände door Mirjam Pressler
categorie: Jeugdboek
- 1999 – Ted van Lieshout, Gebr.

vertaling: Bruder door Mirjam Pressler
categorie: Jeugdboek
- 2002 – Guus Kuijer, Voor altijd samen, amen

illustraties: Alice Hoogstad
vertaling: Wir alle für immer zusammen door Sylke Hachmeister
categorie: Kinderboek
- 2006 – Dolf Verroen, Slaaf kindje slaaf

vertaling: Wie schön weiß ich bin door Rolf Erdorf
categorie: Jeugdboek